# Elphos insueta
Elphos insueta är en fjärilsart som beskrevs av Butler 1878. Elphos insueta ingår i släktet Elphos och familjen mätare. Inga underarter finns listade i Catalogue of Life.